# Jobbik Ifjúsági Tagozat
A Jobbik Ifjúsági Tagozat (röviden Jobbik IT) a Jobbik-Konzervatívok ifjúsági szervezete. A szervezet célja – önmeghatározása szerint –, hogy egybegyűjtse a hazájukért és sorsukért felelősen gondolkodó, tettre kész fiatalokat. Feladatának tekinti a fiatalok kivándorlásának megállítását, egy biztonságos, kiszámítható és gyarapodó, élhető Magyarország megteremtését, az értékmegőrzés és értékteremtés fontosságának hirdetését. Szembe helyezi magát az ún. rendszerváltó pártok politikájával.

## Története

### Alapítás
A Jobbik Magyarországért Mozgalom 2009-es alapszabály-módosításában határozta el, hogy a párt keretein belül létrehozza a Jobbik Ifjúsági Tagozatot. A 2010-es önkormányzati választásokat követően a Jobbik országos elnöksége egy nyolcfős szervezőbizottságot állított fel, melynek feladata a Jobbik Ifjúsági Tagozat szerkezeti felépítésének és hivatalos dokumentumainak elkészítése volt, melyek 2011 januárjában elfogadásra kerültek. Így jött létre a Jobbik Ifjúsági Tagozat átmeneti strukturális felépítése, mely az első országos kongresszus megalakításáig maradt érvényben. Ennek értelmében a Jobbik IT-t egy nyolcfős Országos Szervezőbizottság, a megyéket pedig a megyei szervezők irányították ideiglenesen.
2011. márciusban az Országos Szervezőbizottság ajánlására a Jobbik országos elnöksége kinevezte a megyei szervezőket, és kezdetét vette az ifjúsági tagozatok megalakítása. De ezt megelőzően az ország több pontján már 2007 óta alakultak a Jobbikhoz köthető ifjúsági tagozatok, melyek többnyire „kalózszervezet” formájában működtek, félhivatalosan.
A szervezet 2013 áprilisában megtartotta I. Kongresszusát, amelyen a Jobbik országgyűlési képviselőjét, Farkas Gergelyt választották meg elnöknek, az Országos Szervezőbizottságot pedig a Kongresszus által felállított országos elnökség váltotta.
A Jobbik Ifijúsági Tagozat 2019. február 17-én tartott tisztújításán Keresztesy Gergőt választották a szervezet elnökévé.
A 2023. áprilisi tisztújítás során a szervezet elnöke Nagy Bence lett.

### Céljai
Fő céljaikat az alábbiak szerint határozzák meg:
- A Jobbik Ifjúsági Tagozat "Mi Várunk" néven bérlakás- és lakhatási támogatási programot hirdetett, annak érdekében, hogy legyen elegendő ingatlan, ahova fiatalok a mostani piaci árak feléért,harmadáért beköltözhetnek. Ezzel az a céljuk, hogy növeljék a gyermekvállalási kedvet és csökkentsék a kivándorlást.
- Az általuk fontosnak tartott nemzeti értékrend átadása a fiataloknak - Véleményük szerint a globalizmus és a liberalizmus terjedése által a hagyományos, konzervatív értékrend háttérbe szorul. Olyan értékeket akarnak megismertetni és valódi értékké tenni a fiatalok számára, mint a hazaszeretet, a becsületesség, a közösség és a család fontossága, a hagyományok és a kultúra tisztelete, ismerete és ápolása.
- A fiatalok közéleti aktivitásának növelése annak érdekében, hogy a korosztály véleményét sokkal inkább figyelembe vegye a mindenkori kormányzat
- Közösségteremtés - Céljuk az is, hogy minél több településen megteremtsék a nemzeti érzelmű fiatalok közösségét, amelynek tagjai egyben barátok is, akikre számíthatnak és akik segítik egymást. De nem csak egy adott településen alakulhatnak ki ismeretségek, hanem mivel országos szervezetről van szó, megyei és országos szinten is új kapcsolatokra, barátságokra lehet szert tenni a szervezeten belül.
- A fiatalokat problémáira való figyelemfelhívás, megoldási javaslatok kidolgozása, amely történhet parlamenti úton vagy éppen országos kampányok indításával.
- A Jobbik programjának, üzeneteinek a fiatalok körében való terjesztése, minél több fiatal felrázása a közéleti apátiából, pesszimizmusból
- Utánpótlás biztosítása a Jobbik számára

## Tevékenysége

### A fiatalok képviselete
Meglátásuk szerint a politika nem foglalkozik a fiatalok problémáival, ennek is köszönhető ennek a korosztálynak a közéleti passzivitása. Éppen ezért kiemelt figyelmet kívánnak fordítani a generációra. Ennek érdekében kampányt és figyelemfelhívó akciókat indítottak indítottak többek között a felsőoktatási szakmai gyakorlatok körüli problémákkal kapcsolatban, az évek óta változatlan ösztöndíjak, a kollégiumi férőhelyek hiányának, a nyelvoktatás színvonalának ügyében, a hallgatók számának folyamatos csökkenése megelőzéséért. A köznevelésben is nagyobb hangsúlyt fektetnének a diákok véleményére, erről szólt a "Hallasd a hangod! Hangozzon el a Te véleményed is az Országgyűlésben" elnevezése kampányuk. Komoly veszélyt látnak a Diákhitellel kapcsolatos tájékoztatás hiányosságaiban, melyre egy önálló akció keretében kívántak rávilágítani, ahogyan a diákmunkások érdekében is külön kampánnyal álltak ki.

### Túl a politikán: kultúra, tanulás, történelem, karitatív terület
Nem csak a szűkebb értelemben vett közéletben szeretnének aktívak lenni. Fontosnak tartják, hogy korosztályuk figyelmét a jelenleginél sokkal inkább a tanulás, a kultúra, hagyományaink szeretete vagy épp a karitatív tevékenységek felé fordítsák: erről szól az évről évre megtartott önkéntesség hete, a Trianonnal kapcsolatos, a karácsony valódi üzenetéről szóló kampányuk, a Nemzet Könyve program, a Wass Albert-felolvasóestek vagy épp tanulmányi versenyeik sora.

### Pályázataik
Arra törekszenek, hogy a szervezetben mindenki megtalálhassa az őt érdeklő, a politikától akár kifejezetten távol álló témaköröket. Ezt szolgálják nagy számú pályázataik is: a tanulásra ösztönző, a művészeti, a fiatal gazdáknak szóló, az 1956-os esszéíró, az elfeledett legendáknak emléket állító, a publicisztikai pályázatuk, szelfi-, fotó- és videópályázataik és az I. Nemzeti Ki Mit Tud is.

### Rendezvényeik
A szokásosnak mondható, '48-as, '56-os, Trianonnal kapcsolatos, október 6-i stb. megemlékezéseken, koszorúzásokon túl szeretnének újdonságot, a megszokottól eltérő elemet vinni ezekbe az eseményekbe. Ilyenek a flashmobszerű '56-os és trianoni gyertyagyújtásaik, október 23-i fáklyás felvonulásuk vagy márciusi kokárdaosztásaik.
Alkalmanként flashmobokkal reagálnak aktuálpolitikai eseményekre, mint pl. a gulyásosztás Gyurcsány Ferenc álságos éhségsztrájkjára reagálva, kiállás az Iszlám Állam által kegyetlenül meggyilkolt keresztények mellett, jelenlét Biszku Béla tárgyalásán, de hasonló műfajú akciók voltak a határon szolgálatot teljesítő rendőröknek, katonáknak, Semmelweis-napkor pedig az egészségügyi és szociális dolgozóknak hálát kifejező aszfaltrajzok.
Közösségépítő rendezvényeik egy része kifejezetten a szervezeti tagjaiknak szól, mint az országos találkozójuk, sporthétvégéik vagy vezetőképzőik, de pl. nyári táborukban vagy a Jobbik majálisán másokat előtt is nyitottak.

## Szervezeti szempontból fontosabb események

### Kongresszusok
- I. Kongresszus: Budapest, 2013. április 14.
- II. Kongresszus: Budapest, 2015. március 15.
- III. Kongresszus: Budapest, 2016. február 20.
- IV. Kongresszus: Budapest, 2017. március 4.
- V. Kongresszus: Budapest, 2019. február 17.
- VI. Kongresszus: Budapest, 2021. április 12.
- VII. Kongresszus: Budapest, 2023. március 13.
- VIII. Kongresszus: Budapest, 2023. április 15.
- IX. Kongresszus: Dunaújváros, 2023. június 3.

### Vezetőképzők
- I. Vezetőképző: Gárdony, 2011. március 4–6.
- II. Vezetőképző: Tiszavasvári, 2011. november 18–20.
- III. Vezetőképző: Cegléd, 2012. március 15–17.
- IV. Vezetőképző: Horány, 2012. szeptember 21–23.
- V. Vezetőképző: Horány, 2013. április. 12–14.
- VI. Vezetőképző: Tata, 2013. október 4–6.
- VII. Vezetőképző: Szolnok, 2014. november 7–9.
- VIII. Vezetőképző: Szolnok, 2015. április 17-19.
- IX. Vezetőképző: Szolnok, 2015. október 9-11.
- X. Vezetőképző: Szolnok, 2016. október 7-9.
- XI. Vezetőképző: Szolnok, 2017. április 7-9.
- XII. Velence 2017.09.22-24.
- XIII. Velence 2018.10.12-14.
- XIV. Dunaújváros 2019.11.15-17.
- XV. Dunaújváros 2022.10.7-9.
- XVI. Dunaújváros, 2023.06.2-4.

### Nyári Táborok
- I. Nyári Tábor: Zánka, 2011. július 21–24.
- II. IT Nyári Tábor: Velence, 2012. július 19–22.
- III. – VI. IT Nyári Tábor: EMI-tábor, Borzont, majd Gyergyószentmiklós, 2013, 2014, 2015, 2016
- VI. Keszthely 2017.07.26-30.
- VIII. Keszthely 2018.07.25-29.
- IX. Keszthely 2019.07.24-28.

### További, szervezeti szempontból fontos események
- Az IT Országos Hivatalának felállítása (2013. január)
- Gazdasági, Kulturális, Mezőgazdasági és Vidékfejlesztési, Környezetvédelmi, Külügyi, Oktatási, Honvédelmi, Nemzetpolitikai, Egészségügyi, Szociális, valamint Egyházügyi kabinetek, a Karitatív Munkacsoport, a Netkampány csapat és a Művészeti, a Hagyományőrző, a Sporttagozat, a Ringató és a Túrázó csoport felállása (2014–2016)
- Testvér IT-k rendszere (2014 nyarától)

## Rendszeresen megtartott programjaik
- Március 15-i kokárdaosztás (2012-től)
- Országos Labdarúgó Torna, Strandröplabda-bajnokság, Főzőverseny és Hagyományőrző nap (2012-től)
- Szedd és Tedd szemétgyűjtő akció (2013-tól)
- Október 23-i fáklyás felvonulás (2011-től)
- Jótékonysági Bál (2012-től)
- Nyári fesztiválokon való részvétel (EFOTT, SZIN, Campus Fesztivál, EMI-tábor) (2011-től)
- Tiszta Szívvel országos karitatív akció (2011-től)
- Részvétel a Lengyel Függetlenség Menetén Varsóban (2012-től)
- Ki mit tud? (2014, 2016)
- Balogh Gábor publicista előadás-sorozata (2015-től)
- Murányi Levente '56-os halálraítélt előadás-sorozata (2015-től)
- IT-s disznóvágás (2015-től)

## Kampányaik
- Tematikus évek: 2013, Az Ébredő Ifjúság éve; 2014, A Cselekvő Ifjúság éve; 2015, Az

Önkéntesség éve; 2016, Az Önképzés éve; 2017, A Tudatos Ifjúság éve
- Tényleg ekkora sláger? - Kampány a diákhitellel kapcsolatos visszásságok feltárása érdekében

(2012-től)
- Diák vagyok, nem rabszolga! - Kampány a diákmunkával kapcsolatos visszásságok

felszámolásáért (2013-tól)
- A gyermek áldás – a fiatalok gyermekvállalásának népszerűsítése (2015-től)
- Gyakorlat teszi a mestert! - Kampány a szakmai gyakorlatokkal kapcsolatos visszásságok

felszámolásáért (2016-tól)
- "Többet tehetsz, mint gondolnád" - a Jobbik Ifjúsági Tagozat kampánya Trianon-fájdalmának

enyhítéséért (2014-től)
- Üzenet a szépkorúaknak – a Jobbik IT idősebb generációt megszólító kampánya (2014)
- Tanulj, bulizz, szavazz! – a fiatalok közéleti aktivitására buzdító kampány (2014)
- Tagtoborzó kampányok – 2013: „Tartozz közénk!”, 2015: „Már csak te hiányzol”, „Mi mindenhol

ott vagyunk”
- A karácsony valódi üzenete – figyelemfelhívás az ünnep valódi értelmére (2015)
- Hallasd a hangod! – a fiatalok oktatással, ifjúságpolitikával kapcsolatos véleményének

egybegyűjtése és tolmácsolása az Országgyűlésben (2016)
- A nemzet könyve – országos kezdeményezés, a legnépszerűbb magyar könyv felkutatása az

olvasás népszerűsítéséért (2016)

## Pályázataik
- Tanulmányi versenyek középiskolások számára (2011-től)
- I. Kárpát-medence, az Én hazám című fotópályázat (2011)
- Jobbik Ifjúsági Tagozat Mémpályázat (2012)
- II. Magyar motívumok a mindennapjainkban című fotópályázat (2012)
- Magyarország, az én Hazám rajzpályázat (2013)
- Fényesebb a láncnál a kard című országos versíró pályázat (2013)
- Elfeledett legendák című pályázat (2013)
- Büszke vagyok rá, hogy magyar lehetek! videópályázat (2013)
- Így írunk mi! - publicisztikai pályázat (2013)
- Mesterségünk címere: fiatal magyar gazda című pályázat (2014)
- III. Hungarikumok című fotópályázat (2014)
- A jövő ígéretei ösztöndíjpályázat (2014)
- Lengyel, magyar, két jó barát - A Jobbik IT és az Összlengyel Ifjúság közös pályázata (2014)
- Szelfipályázat (2015)
- Mert segíteni jó rajzpályázat (2015)
- Szép új világ művészeti pályázat (2015)
- Tanulni tudni kell! – tanulást népszerűsítő pályázat középiskolások részére (2016)
- A Szabadság Betűi – esszéíró pályázat az 1956-os forradalom 60. évfordulójára (2016)

## Akcióik, flashmobjaik, megemlékezéseik
- I. Wass Albert Könyvgyűjtő Akció (Csángóföld) (2012)
- Flashmobok Schmitt Pál doktori címének botránya körül (2012)
- Flashmob a Benetton és a külföldiek törvénytelen termőföldszerzése ellen (2012)
- Gulyásosztás a Kossuth téren, tiltakozva  Gyurcsány Ferenc éhségsztrájkja ellen (2012)
- Flashmob az Iszlám Állam által kegyetlenül meggyilkolt keresztények melletti kiállás jeleként (2014)
- Semmelweis-akció, aszfaltkrétás üzenetek (2015)
- Határon teljesítő rendőröknek köszönetnyilvánító flashmob (2015)
- Flashmob Biszku Béla tárgyalásán (2015)
- Önkéntesség hete (2015-től)
- Felvidéki árvaháznál önkéntes munka végzése (2015)
- Csatlakozás a Mária-úti zarándoklathoz (2015)
- „Mi mindenhol ott vagyunk” aszfaltreklám (2015)
- Tegyél Te is rendbe egy katonasírt! (2016)
- Véradóversenyen való részvétel (2016)
- '56-os flashmob a budapesti Hősök terén (2016)

## A helyi tagozatok rendszeres helyi rendezvényei
- Megemlékezések az 1848-49-es forradalom és szabadságharc, valamint október 6. emlékére

(2011-től)
- Trianoni megemlékezések (2011-től)
- 1956-os megemlékezések (2011-től)
- Wass Albert-felolvasóestek (2014-től)
- Megemlékezés a doni áttörésre (2014-től)
- Megemlékezés a kommunizmus áldozatainak emléknapjára (2013-tól)
- Megemlékezés Mansfeld Péterre (2013-tól)
- Hősök napi megemlékezések (2014-től)
- Önkéntesség hete (2015-től)
- Csatlakozás a Székely Szabadság Napjához (2016)

## Kiadványaik
- Hazai Pálya ifjúsági különszámok (2012-től)[12]
- Magyar Ifjúsági Kódex (2013)
- Fiatalokat megszólító kiadványok a nyári fesztiválokra (EFOTT, Campus, SZIN, EMI-tábor) 2011-től
- Kampányaikhoz kapcsolódó kiadványok (Diákmunka, Diákhitel, Trianon, Szépkorúak)
- Toborzó szórólapok
- Eszmék Könyve (2015)[13]
- Rendszeres Jobbik IT-s rovat a Barikád hetilapban 2015-től